# Hùng Đình Bật
Hùng Đình Bật (chữ Hán: 熊廷; 1569 - 1625), tự là Phi Bách, hiệu là Chi Cương, là một tướng lĩnh triều Minh, người Hồ Quảng, Giang Hạ (Hồ Bắc, Vũ Xương ngày nay). Hùng Đình Bật đỗ tiến sĩ thời Vạn Lịch sau đó được bổ làm tuần án Liêu Đông.
Năm Vạn Lịch thứ 25, triều vua Minh Thần Tông (1597), Hùng Đình Bật tham gia kỳ thi hương và đỗ đầu (đệ nhất danh). Tới kỳ thi sau đó 2 năm (1597) ông đỗ Tiến sĩ. Sau khi được đưa vào Bảo Định Phủ không lâu thì được thăng chức Ngự Sử.
Năm Vạn Lịch thứ 36 (1608), ông được phong làm Tuần Án Liêu Đông.
Năm Vạn Lịch thứ 40 (1619), ông được phong chức Binh bộ Hữu Thị lang Đại Dương Cảo Kinh Lược Liêu Đông để chiêu tập những tội đồ lưu vong, luyện rèn kỷ luật quân lính, đóng chiến xa, sửa chữa súng ống, đào hào tu bổ thành trì để bảo vệ biên cương. Đời vua Minh Hy Tông, ông bị Ngụy Trung Hiền chuyên quyền vu hãm mà mất chức.
Năm Thiên Khải nguyên niên, triều vua Minh Hy Tông (1621), quân Hậu Kim công phá Liêu Dương, ông được phục chức Kinh Lược Liêu Đông kiêm cả Quảng Ninh (nay là Bắc Trấn, Liêu Ninh), do Tuần phủ Vương Hóa Trinh bất hòa mà bị thua quân Hậu Kim, vỡ thành rút lui làm thất thủ Quảng Ninh. Ngụy Trung Hiền bênh vực Hóa Trinh mà vu tội cho Hùng Đình Bật. Năm Thiên Khải thứ 5 (1625), ông bị vu oan, không chịu nhục mà tự sát chết.
Năm Sùng Trinh nguyên niên, triều vua Minh Tư Tông (1628), Ngụy Trung Hiền bị giết, Chủ sự Công Bộ là Từ Nhĩ Nhất (徐爾一) dâng sớ lên Hoàng đế kêu oan cho Hùng Đình Bật nhưng không được chấp thuận. Tháng 5 năm Sùng Trinh thứ 2 (1629), Đại học sĩ Hàn Hoảng (韓爌) lại dâng sớ kêu oan cho Hùng Đình Bật và đã thành công. Hài cốt Hùng Đình Bật được mang về quê quy táng và ông được đặt thụy hiệu là Tương Mẫn.